# Abimbola Jayeola
Abimbola Jayeola est la première femme nigériane pilote d'hélicoptère et la première femme nigériane à être diplômée de la Bristow Academy.

## Enfance et formation
Abimbola Jayeola est originaire de l'État d'Ogun à Abeokuta . Elle obtient en 2014, son diplôme de la Bristow Academy en Floride. Elle détient ainsi, sa certification de Federal Aviation Administration avec les Joint Aviation Authorities et une certification sur le S-76.

## Carrière
Abimbola Jayeola devient en décembre 2014, la première femme pilote d'hélicoptère pour Bristow Helicopters Nigeria aux commandes du Sikorsky S-76. En février 2016, en tant que capitaine de l'hélicoptère Bristow, elle amerrit dans l'océan Atlantique en sauvant ainsi  la vie de 11 passagers à bord,. Elle pilote également un hélicoptère 5B BJQ Bristow.
En 2017, le nom d'Abimbola Jayeola figure dans la liste des 100 femmes les plus inspirantes du Nigeria établie par Leading Ladies Africa.